# Padre Brown

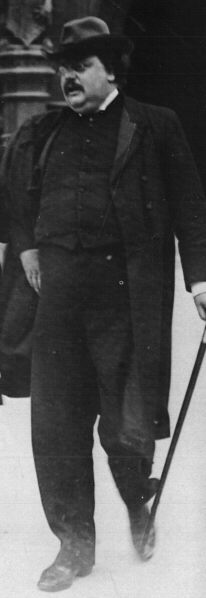
Gilbert K. Chesterton

Il personaggio letterario padre Brown è un presbitero e investigatore, protagonista di oltre cinquanta racconti gialli dello scrittore Gilbert Keith Chesterton. In Italia è noto soprattutto attraverso l'interpretazione di Renato Rascel nella miniserie televisiva I racconti di padre Brown.

## Descrizione
La prima apparizione di padre Brown è nel racconto La croce azzurra, mentre approda con un piroscafo ad Harwich, e così viene descritto:
Era l'anno 1911, il racconto apparve su di una rivista inglese e successivamente fu raccolto ne L'innocenza di padre Brown (The Innocence of Father Brown) e fu la prima apparizione di una lunga e fortunata serie. Dirà Chesterton nella sua Autobiografia che la prima caratteristica di padre Brown è di non avere caratteristiche, la sua importanza di non apparire importante, che la sua qualità cospicua quella di non essere cospicuo e che il suo aspetto ordinario doveva essere in contrasto con la sua insospettata intelligenza.
Sempre nella sua Autobiografia, Chesterton spiega poi che quest'omino, uscito di sottecchi dalla sua penna e assurto agli onori della miglior letteratura, era un Uomo Vivo. Uomo Vivo nel senso chestertoniano (cioè uomo che non accetta di essere morto mentre è ancora vivo) ma anche nel senso stretto dato che padre Brown è esistito veramente. Si chiamava padre John O' Connor ed era un prete cattolico romano di origine irlandese. John O' Connor di Bradford, parroco di San Cutberto, conosciuto in un pomeriggio invernale del 1903 nello Yorkshire, esattamente a Keighley, viene descritto come un uomo piccolo, con una faccia dolce e un'espressione modesta, ma maliziosa. Chesterton asserisce di essere stato colpito dal tatto e dallo spirito col quale sapeva associarsi ai suoi compagni molto "Yorkshire" e molto protestanti.
Chesterton ammette pure che padre O' Connor fu l'ispiratore dei racconti di padre Brown «ed anche di cose molto più importanti». L'incontro fu talmente determinante per Chesterton che egli dirà di quella sera:
Sarà proprio padre O'Connor uno dei protagonisti della conversione al cattolicesimo dello scrittore nel 1922.
In realtà padre O'Connor non aveva tutte le caratteristiche del padre Brown della fiction, descritto come un omino distratto e trasandato seppure intuitivo e geniale. Precisa infatti lo scrittore che padre John O'Connor in realtà non aveva nessuna di quelle caratteristiche esteriori. Non era trasandato, ma al contrario piuttosto accurato, non era impacciato, ma molto disinvolto e divertente. Un irlandese sensibile e di spirito pronto, dotato di profonda ironia e di focosità «propria della sua razza».

## Critica
Nelle sue Lettere dal carcere, Gramsci scrive: 
Altri commentatori tuttavia hanno criticato i racconti di padre Brown dal punto di vista narrativo e stilistico. Così  Oliver Kamm  nel quotidiano The Jewish Chronicle osserva che i racconti di padre Brown «come racconti polizieschi non funzionano. Si basano infatti sulle intuizioni di padre Brown sul peccato e spesso su espedienti narrativi che sono sconosciuti al lettore sino allo scioglimento della storia» (G K Chesterton: a writer unfit to be saint, The JC, 29 agosto 2013). Imogen Russel Williams sul Guardian del 4 maggio 2016, pur manifestando il proprio apprezzamento per alcuni aspetti dei racconti, ha  espresso disagio per gli stereotipi razziali negativi in essi contenuti (ad esempio, espressioni come «L'uomo giallo» per indicare un orientale, oppure, con riferimento a un personaggio di origine africana, «Il popolare negro [...] che fa mostra dei suoi denti da scimmia»).

## Apparizioni

### Raccolte di racconti
1. 1911 - L'innocenza di padre Brown o Il candore di padre Brown (The Innocence of Father Brown)
2. 1914 - La saggezza di padre Brown (The Wisdom of Father Brown)
3. 1926 - L'incredulità di padre Brown (The Incredulity of Father Brown)
4. 1927 - Il segreto di padre Brown (The Secret of Father Brown)
5. 1935 - Lo scandalo di padre Brown (The Scandal of Father Brown)

## Altri media

### Versioni cinematografiche
- Father Brown, Detective (1934, USA, b/n), diretto da Edward Sedgwick.
- Uno strano detective, padre Brown (Father Brown) (1954, b/n) diretto da Robert Hamer, con Alec Guinness.

### Sceneggiati televisivi
- Pater Brown (1966-1972, Austria, Germania Ovest; b/n per 2 stagioni e colore per 3 stagioni) con Josef Meinrad.[2]
- I racconti di padre Brown (1970-1971, Italia), serie tv (b/n), diretta da Vittorio Cottafavi, con Renato Rascel e Arnoldo Foà.
- Father Brown (1974, USA), prodotta dalla britannica Associated Television con Kenneth More.[3]
- Sei delitti per padre Brown (1988, Italia), diretto da Vittorio De Sisti con Emrys James.[4]
- Padre Brown, serie tv del 2013, prodotta dalla BBC con Mark Williams.

### Opere correlate
- La RAI nel 1984 mandò in onda su Radiouno, nell'ambito della serie I martedì della signora omicidi, un radiodramma tratto dal racconto Il giardino segreto, dal titolo Il giardino chiuso, per la regia di Giorgio Bandini[5].
- Oltre alla già citata serie televisiva Padre Brown, ci sono state anche altre opere creative in cui il protagonista è un religioso investigatore: Don Tonino, Don Matteo, Grantchester.

### Versioni a fumetti
- Una versione a fumetti di alcuni racconti della serie, sceneggiata da Renata Gelardini e disegnata da Lino Landolfi, è stata pubblicata tra il 1981 e il 1982 dalla rivista per ragazzi Il Giornalino.[6]
- Nel 2013 la casa editrice ReNoir Comics pubblica la versione a fumetti del racconto Il giardino segreto, sceneggiata da Davide Barzi e disegnata da Werner Maresta, ripubblicata nel 2014 nel volume Padre Brown - La croce azzurra insieme agli adattamenti di altri due racconti, La croce azzurra e Gli strani passi, ancora su testi di Barzi e disegnati rispettivamente da Marco "Will" Villa e Riccardo Chiereghin. Nel 2020 esce il volume Le stelle volanti, contenente, oltre al racconto del titolo, anche L'uomo invisibile e L'onore di Israel Gow[7].